# Валицка
Валицка (мађ. Válicka), је река у Мађарској.

## Географски положај
- Валицка је речица у западној Мађарској, у жупанији Зала (мађ. Zala megye).

## Ток реке
- Валицка је река која извире у југозападном делу Зала жупаније и протиче кроз град Боцфелд.